# 3439 Лебовський
3439 Лебовський (3439 Lebofsky) — астероїд головного поясу, відкритий 4 вересня 1983 року.
Тіссеранів параметр щодо Юпітера — 3,329.